# Польская социалистическая партия (1944—1948)
Польская социалистическая партия (ППС) (пол. Polska Partia Socjalistyczna, PPS; также известна как Люблинская или Послевоенная ППС) — польская просоветская политическая партия, основанная в сентябре 1944 года на территориях, подконтрольных Польскому комитету национального освобождения. Партия состояла из бывших активистов ППС – Свобода, Равенство, Независимость и социалистов, вернувшихся из-за границы (Оскар Ланге, Генрик Яблоньский и др.).

## История
10-11 сентября 1944 года в Люблине состоялся XXV (25-й) конгресс ППС, прошедший при поддержке Польской рабочей партии, на котором был образован партийный Организационный комитет. Среди участников съезда выделялись прокоммунистически настроенные Эдвард Осубка-Моравский, Болеслав Дробнер, Стефан Матушевский.
Партия стала довольно популярной: по состоянию на 1947 год в ней по официальным данным состояло около 600 тысяч человек, из которых только 15% были членами довоенной ППС .
Во внутрипартийных дискуссиях происходило столкновение концепций равноправных секторов экономики (государственного, кооперативного и частного), социалистического гуманизма (Чеслав Бобровский, Юлиан Хохфельд, Ян Муляк) и близкой к Польской рабочей партии программы (полная национализация экономики и торговли, коллективизация сельского хозяйства).
На выборах в Законодательный сейм в январе 1947 года ППС в рамках «Демократического блока» получила 116 мест, став крупнейшей партией в парламенте. Фракцию ППС в Сейме (Парламентский союз польских социалистов) возглавил Юлиан Хохфельд. После выборов ППС вошла в коалиционное правительство, управляемое коммунистами, в котором премьер-министрами были лидеры ППС Эдвард Осубка-Моравский (1944—1947) и Юзеф Циранкевич (1947—1948).
Несмотря на давление со стороны коммунистов, XXVII съезд ППС, состоявшийся 14–17 декабря 1947 года, прошёл под лозунгом «Польский народ нуждается в ППС и будет нуждаться в ней впредь» , что было выражением стремления сохранить самобытность партии
В сентябре 1948 года в рядах ППС была проведена партийная чистка, в результате которой из партии было исключено около 82 тыс. членов (учитывая изгнанных ранее, четвёртая часть всех членов партии), в том числе и основатель партии Осубка-Моравский «за неблагонадёжность». Одним из обоснований чистки был классовый аспект, хотя процент рабочих в ППС был выше, чем в ПРП, составляя около 65% членов. 
15—20 декабря 1948 года в результате XXVIII съезда ППС прекратила свое существование, объединившись с коммунистической Польской рабочей партией (а фактически войдя в состав ПРП) в ПОРП.
Несмотря на фактическую ликвидацию, ППС продолжала существовать в подполье и за рубежом. В 1987 году польскими диссидентами была создана Польская социалистическая партия — Демократическая революция (ППС-ДР), выступавшая против ПОРП. В 1990 в результате слияния ППС-ДР и ППС в эмиграции была возрождена единая Польская социалистическая партия.
В 1990 Эдвард Осубка-Моравский предпринял попытку восстановления «Люблинской ППС», но успеха не имел.
14 декабря 2003 года чрезвычайный конгресс ППС аннулировал все соглашения ППС, подписанные с Польской рабочей партией .